# Прапор Тирасполя
Пра́пор Тира́споля — офіційний символ міста Тирасполь, створений на основі міського герба.
Прапор являє собою прямокутне полотнище червоно-зеленого кольору з діагональної смугою синьо-блакитного кольору на білому тлі. На синьо-блакитній смузі зображені води річки Дністер, що дала назву місту. Ширина діагональної смуги становить одну третину ширини прапора. Відношення ширини прапора до його довжини — 2х3.
Символічне значення кольорів, що використовуються у прапорі:
- червоний — впевненість, енергія, сила, сміливість, життєлюбство;
- зелений — надія, ніжність, м'якість, рівновага, зростання;
- синьо-блакитний — правда, істина, авторитетність, надійність;
- золотий (світло-жовтий) — відкритість, новизна, сяйво, благополуччя;
- білий — довіра, чистота.